# Chloroclystis rubroferrata
Chloroclystis rubroferrata là một loài bướm đêm trong họ Geometridae.